# Cárdenas (Venezuela)
Cárdenas is een gemeente in de Venezolaanse staat Táchira. De gemeente telt 128.000 inwoners. De hoofdplaats is Táriba.